# نيستور كرافيوتو
نيستور كرافيوتو (بالإسبانية: Néstor Craviotto)‏ هو لاعب كرة قدم ومدرب كرة قدم أرجنتيني في مركز الدفاع، ولد في 3 أكتوبر 1963 في لابلاتا في الأرجنتين. شارك مع منتخب الأرجنتين لكرة القدم. أما مع النوادي، فقد لعب مع إستوديانتيس دي لا بلاتا وإنديبندينتي وبانفيلد وسان مارتين دي سان خوان.

## وصلات خارجية
- نيستور كرافيوتو على موقع الاتحاد الدولي (مؤرشف)  (الإنجليزية)
- نيستور كرافيوتو على موقع قاعدة بيانات كرة القدم.إي يو (الإنجليزية)
- نيستور كرافيوتو على موقع ناشيونال فوتبول تيمز (الإنجليزية)
- نيستور كرافيوتو على موقع عالم كرة القدم.نت (الإنجليزية)